# Breitenbrunn, Neumarkt

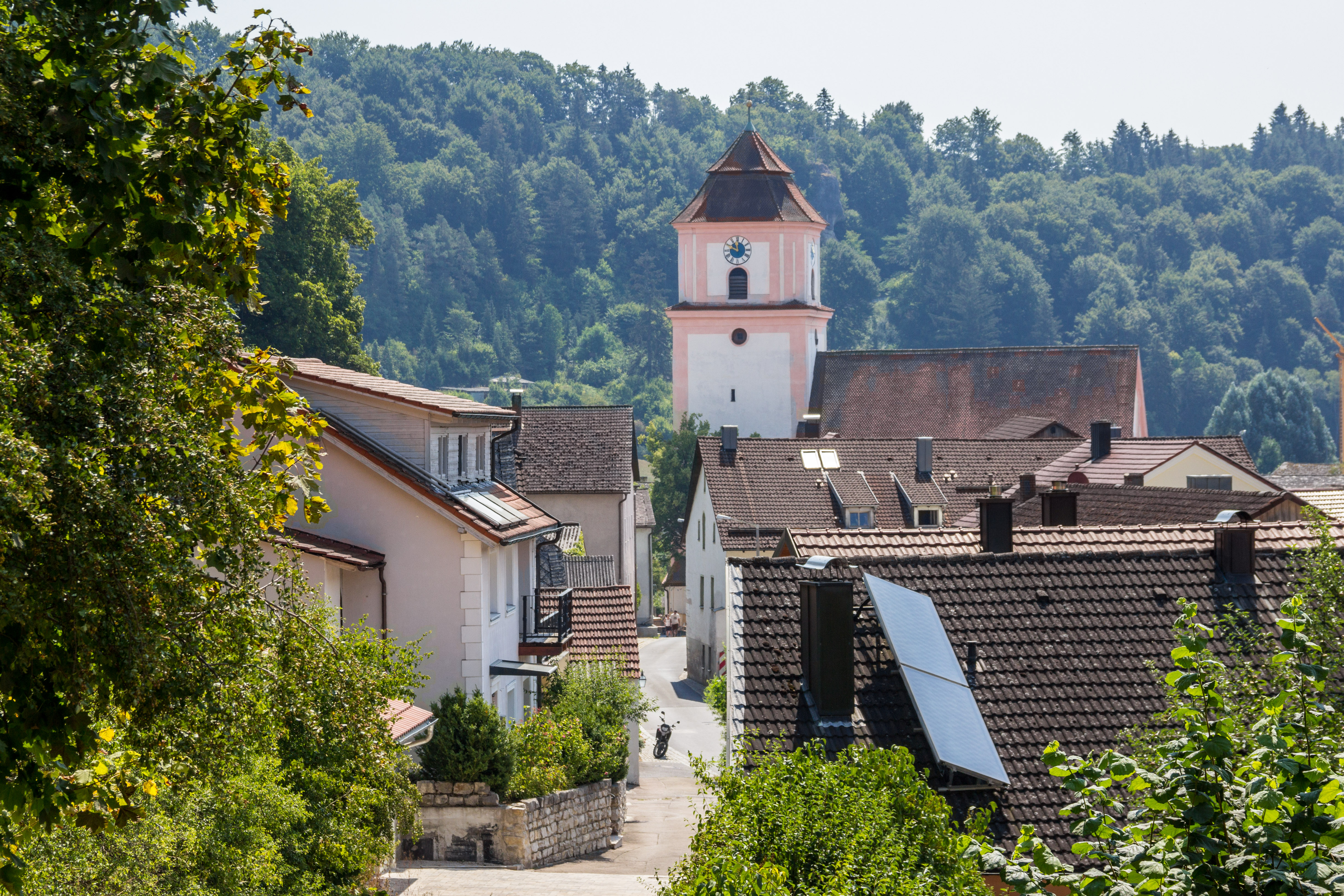
Breitenbrunn

Breitenbrunn là một đô thị thuộc huyện Neumarkt bang Bayern nước Đức
Khu tự quản này có diện tích 70,79 km2, dân số cuối năm 2006 là 401 người. 
Khu tự quản này có các khu dân cư sau:
| - Allersfelden - Aumühle - Bachhaupt - Bottelmühle - Breitenbrunn - Breitenegg - Buch - Dürn - Eckerding | - Eismannsdorf - Erbmühle - Erggertshofen - Franklmühle - Froschau - Geishof - Gimpertshausen - Hamberg - Höhenberg | - Hohenbügl - Kemnathen - Langenried - Langenthonhausen - Leiterzhofen - Matzlsberg - Ödenhaid - Premerzhofen - Rasch | - Schmidhof - Schöndorf - Siegertshofen - Stockeracker - Waldhof - Wenigkemnathen - Wolfertshofen |